# 路易-尼古拉·沃克蘭
路易-尼古拉·沃克蘭（法語發音：[lwi nikɔla voklɛ̃]；1763年5月16日—1829年11月14日），生於法國諾曼底圣安德烈代贝尔托，藥劑師及化學家，為化學元素鉻及鈹以及氨基酸天冬酰胺的發現者。

## 生平
在法國大革命爆發時，沃克蘭離開法國。1794年回國，在大學中任教。在研究由西伯利亞來的紅鉛礦時，在1797年發現了鉻。1798年，分析綠柱石時，發現了鈹。1806年与助手皮埃尔·让·罗比凯从芦笋汁中发现了天冬酰胺，这是人类发现的第一种氨基酸。